# Лібері
Лібері (італ. Liberi) — муніципалітет в Італії, у регіоні Кампанія, провінція Казерта.
Лібері розташоване на відстані приблизно 170 км на південний схід від Рима, 45 км на північ від Неаполя, 18 км на північ від Казерти.
Населення — 1144 особи (2014).

## Демографія
Населення за роками:

Станом на 1 січня 2023 року в муніципалітеті офіційно проживало 20 іноземців з 7 країн, серед них 10 громадян країн Євросоюзу та 1 громадянин України.

## Сусідні муніципалітети
- Альвіньяно
- Каяццо
- Кастель-ді-Сассо
- Драгоні
- Понтелатоне
- Роккаромана